# 舒格洛夫鎮區 (北卡羅萊納州亞歷山大縣)
舒格洛夫鎮區（英語：Sugar Loaf Township）是位於美國北卡羅萊納州亞歷山大縣的一個鎮區。

## 地方資料
舒格洛夫鎮區的面積為63.20平方千米，皆為陸地。根據2020年美國人口普查的數據，當地共有人口1301人，而人口密度為每平方千米20.59人。